# かわなかのぶひろ
かわなか のぶひろ（本名：川中 伸啓、1941年 - ）は、日本の映像作家である。主に個人による映像制作のための拠点創出に携っているほか、2006年（平成18年）まで東京造形大学教授を務めた。

## 人物
1941年（昭和16年）、東京・錦糸町生まれ。1960年のはじめごろから８ミリ映画の制作を手がける。内外各種の映像コンクールの審査員を多数つとめる。また、雑誌「ビックリハウス」の初期において、クリエイターとして制作に参加していた。
妻の富山加津江は、イメージフォーラム及びダゲレオ出版代表を務める。

## 経歴
1968年（昭和43年）に個人映画制作者の組織「ジャパン・フィルムメーカーズ・コーポラティブ」の設立に参加し事務局長となった。しかし翌年には脱退して、佐藤重臣と「日本アンダーグラウンド・センター」を設立、上映活動を行なった。1971年（昭和46年）、「アンダーグラウンド・センター」を設立。
1972年（昭和47年）、東京・渋谷にあった寺山修司が主催した劇団「天井桟敷」の地下劇場でシネマテークを開設し、1976年まで上映活動を続けた。1977年（昭和52年）には東京・四谷に上映の拠点を設けて「イメージフォーラム」と改称、映像作家を育成する研究機関「イメージフォーラム付属研究所」を併設した。80年には映画批評雑誌「月刊イメージフォーラム」（ダゲレオ出版）を創刊し、初代編集長をつとめた。

## 著書
- 『映画・日常の冒険』（フィルムアート社、1975年）
- 『猫日記』（皓星社、1978年）
- 『ビデオメーキング コミュニケーションの新しい道具』（フィルムアート社、1979年）
- 『ビデオ新発見! ビデオの楽しい使いかた講座』（ポプラ社、1990年）

## 映像作品
- 水の記憶（1962年）
- Play Back（1973年）
- 新・北紀行（1974年）
- 透過装置（1975年）
- SWITCH BACK（1977年）
- タウンスケープ・7「キャッツ・アイ」、8「星」、 10「ROOM」」（1977年、16ミリ）
- 絵日記（1978年、16ミリ）
- 絵日記2（1978年）
- 映像書簡（萩原朔美との共作、1979年、16ミリ）
- 映像書簡2（萩原朔美との共作、1980年、16ミリ）
- 映像書簡3（萩原朔美との共作、1981年、16ミリ）
- 映像書簡4（萩原朔美との共作、1982年、16ミリ）
- B（1983年、16ミリ）
- Bふたたび（1984年、16ミリ）
- つくられつつある映画（1985年）
- 私小説（1996年、16ミリ）
- 映像書簡7（萩原朔美との共作、1996年）
- 旅の繪（1998-2000）
- いつか来る道（2001年）
- 映像書簡8（萩原朔美との共作、2002年、ビデオ）
- 映像書簡9（萩原朔美との共作、2003年、ビデオ）
- 映像書簡10（萩原朔美との共作、2005年、ビデオ）
- この一年-Part1（2006-2007年、ビデオ）
- この一年-Part2（2006-2007年、ビデオ）